# Brancaleone alle crociate
Brancaleone alle crociate è un film del 1970 diretto da Mario Monicelli.
Film commedia italiano, seguito delle avventure narrate nel precedente L'armata Brancaleone (1966), sempre diretto da Monicelli.

## Trama
Brancaleone da Norcia è di nuovo in viaggio, ma senza la sua banda di straccioni; questa volta, infatti, è diretto in Terra Santa, alla conquista del Santo Sepolcro, tra le file della milizia di volontari "santa" del monaco Zenone. Improvvisamente Brancaleone e i suoi, fedeli a Papa Gregorio VII, vengono attaccati dai soldati del Vescovo Spadone, seguace quest'ultimo dell'antipapa Clemente III: tutti vengono passati per le armi e sepolti a testa in giù quali eretici. Si salvano solo quattro dei suoi fedeli, fingendosi morti e lui, intrappolato e nascosto sotto una barca rovesciata, disonorato per non essere morto in battaglia, invoca l'Angelo della Morte che gli si palesa. Brancaleone, spaventato dall'apparizione, ottiene comunque una proroga di sette lune per avere il tempo di morire di una gloriosa morte. La proroga gli viene eccezionalmente concessa, anzi la Morte suggerisce come trovare l'agognata fine: a poca distanza starebbe per commettersi un crimine contro un innocente. Brancaleone con il fido cavallo Aquilante si precipita sul luogo e, dopo un combattimento rocambolesco con il subdolo sicario Thorz, salva la vita al neonato. Scopre così dal soldato tedesco sconfitto che il bambino è il figlio di Boemondo I d'Antiochia, re normanno di Sicilia partito per le Crociate, e che è stato il fratello del re, il principe Turone di Squillace, a ordinare di ucciderlo. Cavallerescamente si impegna a riconsegnarlo al padre, anche per riceverne ricca ricompensa. Raggiunto nel frattempo dai quattro superstiti decide di riprendere con questa nuova armata (a cui si aggiunge l'infido Thorz) il suo cammino verso Gerusalemme.
Lungo la strada la squinternata compagnia incontra un penitente da sé nominatosi "Pattume", colpevole di un peccato tanto ripugnante che non può essere rivelato a orecchie umane; strappa dal rogo Tiburzia, una vera strega e la accoglie nel suo gruppo di sbandati, assieme a un nano e, successivamente, un lebbroso; visita "lo Santo Romito Pantaleo", un anacoreta esperto in peccati, per far assolvere il penitente che, rivelandogli il peccato, provoca l'apertura di una voragine infernale che li inghiotte entrambi. Proseguendo, si presenta una scena raccapricciante: varie persone sono impiccate a un albero morto e si apprende da loro, grazie alla strega, che sono state giustiziate per peccati veniali al culmine di una purga nel loro villaggio. Il principe Turone e i suoi soldati li incalzano fino a che il cavaliere si offre come scorta di Papa Gregorio in visita allo stilita Colombino. Risolta con una ordalia la contesa fra Papa Gregorio e il sopraggiunto antipapa Clemente, Brancaleone scopre la vera identità del lebbroso, la bellissima principessa Berta d'Avignone, travestitasi per sfuggire alle continue violenze sessuali e se ne invaghisce, suscitando così la gelosia di Tiburzia a propria volta innamorata di lui.
Finalmente l'armata arriva nel campo cristiano sotto le mura di Gerusalemme. Brancaleone riconsegna il bimbo al padre, che però non riconosce il bambino come proprio, in quanto non trova la voglia sul sedere tipica di tutti i membri della stirpe. La strega deve quindi rivelarsi per ciò che è, dicendo che è stata lei a togliere la voglia, una delle sue prerogative. Convinto della cosa il Re Boemondo accoglie il bambino e l'armata presso di sé, a patto che Tiburzia sia allontanata dal campo.
Il giorno successivo l'esercito crociato, falcidiato dalle malattie, si appresta a dare l'ultimo assalto alle mura della Città Santa ma, proprio nel momento dell'attacco, un'ambasceria del Califfo propone al Re di risolvere la questione con una disfida tra cinque nobili cristiani e altrettanti nobili saraceni, proposta che viene accettata dal Re Boemondo. Il vincitore potrà disporre della vita dei vinti. Al momento della scelta Brancaleone si offre di partecipare e viene accolto tra i cinque sfidanti, ma sorge una disputa sulla sua nobiltà,  che non viene riconosciuta dall'esperto Finogamo, e ne viene anzi accertata la provenienza plebea, provocando così la sua esclusione dalla tenzone e le ire della Principessa Berta,  che,  apostrofandolo come "norcino",  si allontana sdegnata dal sedicente cavaliere. Al torneo parteciperanno così quattro cavalieri.
Parte così la disfida ma le cose si mettono subito male per i quattro cristiani, che vengono man mano uccisi dai nemici, tra i quali si è schierato anche Turone di Squillace convertitosi all'Islam in aperta ostilità contro il fratello Boemondo. Sconfitto l'ultimo cristiano, la disfida sembra perduta per tutti i crociati ma all'improvviso irrompe sul campo Brancaleone che si offre come quinto cavaliere. Il Re, vistosi perduto, si affida dunque al nuovo arrivato e lo nomina barone sul campo, permettendogli così di partecipare al duello e anzi promettendogli Berta in sposa. L'eroico cavaliere riesce a uccidere i quattro saraceni e affronta così Turone, ultimo rimasto. Ma proprio mentre sta per menare il fendente decisivo, Brancaleone è tramortito da una noce di cocco che gli cade sul capo scoperto per opera di Tiburzia che, innamorata e gelosa, non può accettare che Berta diventi moglie del vincitore.
Brancaleone si risveglia dal colpo nel deserto e resosi conto di quanto successo, si convince di quanto inutile sia stato il suo peregrinare, ma quando si presenta la strega e gli spiega cosa ha fatto, si riprende e la rincorre per ucciderla; ma ecco che si ripresenta l'Angelo della Morte, che al termine delle sette lune è venuto a reclamare il suo credito: con tono soddisfatto dice di avere ucciso tutti i cristiani tranne la principessa Berta d'Avignone, reclamata come concubina da un vecchissimo nobile saraceno, il soldato Thorz, convertitosi all'Islam per opportunismo e il re Boemondo, salvato dal suo titolo regale: manca quindi solo un'anima per pareggiare il conto. Brancaleone prende la spada in pugno e affronta l'angelo della morte in duello, riuscendo perfino a sferrargli un colpo fatale. L'angelo è invincibile e Brancaleone si rassegna a essere ucciso, ma proprio nell'istante del colpo fatale la giovane strega si butta su Brancaleone e viene uccisa dalla falce della Morte, che comunque è paga: cercava un'anima e l'ha avuta.
Brancaleone riparte e poco dopo incontra una gazza, che riconosce essere la giovane strega ritornata in una delle sue vecchie sembianze.

## Produzione
Secondo alcune interpretazioni, non confermate dal regista toscano, le scene con la Morte sarebbero un'evidente parodia del film Il settimo sigillo di Ingmar Bergman nel quale il cavaliere Antonius Block di ritorno dal Santo Sepolcro chiede alla Morte di giocare una partita a scacchi per avere il tempo di ravvedersi e posticipare il momento fatale. Nel film di Mario Monicelli è Gigi Proietti che presta la voce alla Morte, ed è egli stesso a interpretarla nel film, irriconoscibile sotto al travestimento. Ciò viene affermato da Monicelli e confermato da Gigi Proietti nell'intervista contenuta nel DVD: «Sì, io ero sia il peccatore che la Morte. Solo che nel secondo ruolo nessuno mi ha mai riconosciuto. Avevo una maschera sotto cui grondavo di sudore nel deserto. Mi sono detto: "Ma che ci vado a fare nel deserto, se tanto nessuno mi riconosce..."».
Nell'edizione DVD del film è presente un'intervista con Monicelli, il quale, alla domanda se la Morte fosse una citazione del Il settimo sigillo, risponde di non avere inserito il personaggio come riferimento esplicito all'opera di Ingmar Bergman, ricordando che la personificazione della Morte era già presente da tempo in diversi film, storici e non.
Un'altra citazione è tratta da Simon del deserto di Luis Buñuel, riconoscibile nello stilita Colombino, anch'esso interpretato da Proietti.
Alcune riprese del film furono girate a Tuscania, un paese pittoresco in provincia di Viterbo.

## Riconoscimenti
- 1971 – Nastro d'argento
  - Candidatura per il migliore attore protagonista a Vittorio Gassman
  - Candidatura per il migliore attore non protagonista a Gigi Proietti
- 1971 – Festival internazionale del cinema di San Sebastián
  - Concha de Plata al miglior attore a Vittorio Gassman
- Targa d'oro
  - Golden Cup a Mario Cecchi Gori